# Clubiona zhangmuensis
Clubiona zhangmuensis är en spindelart som beskrevs av Hu och Li 1987. Clubiona zhangmuensis ingår i släktet Clubiona och familjen säckspindlar. Inga underarter finns listade i Catalogue of Life.